# Karl Huber
Karl Huber (ur. 18 października 1915 w St. Gallen, zm. 16 września 2002 w Bernie) – szwajcarski polityk, kanclerz federalny w latach 1968-1981.

## Życiorys
Urodził się 18 października 1915 w St. Gallen.
Był członkiem Chrześcijańsko-Demokratycznej Partii Ludowej Szwajcarii i reprezentował kanton St. Gallen. Sprawował urząd kanclerza federalnego Szwajcarii od 1 stycznia 1968, kiedy to zastąpił na stanowisku Charlesa Osera, do 1981. Jego następcą został Walter Buser.
Zmarł 16 września 2002 w Bernie.